# Alfabeto guyaratí
El alfabeto guyaratí (ગુજરાતી લિપિ Gujǎrātī Lipi) es un alfasilabario utilizada para escribir el idioma guyaratí, lengua oficial del estado indio de Guyarat, y otras lenguas geográficamente cercanas. Es una variante de la escritura devanagari diferenciada por la pérdida de la característica línea horizontal que corre encima de las letras y por una serie de modificaciones en otros caracteres.
Los numerales guyaratí es también son diferentes de sus contrapartes en devanagari.

## Origen
La escritura guyaratí (ગુજરાતી લિપિ) fue adaptada de la escritura devanagari para escribir el idioma guyaratí. El idioma y la escritura guyaratí se desarrollaron en tres fases distintas: del siglo X al XV, del siglo XV al XVII y del siglo XVII al XIX. La primera fase está marcada por el uso de prácrito, apabramsa y sus variantes como paisaci, shauraseni, magadhi y maharashtri. En la segunda fase, la antigua escritura guyaratí se utilizó ampliamente. El documento más antiguo conocido en  guyaratí antiguo es el manuscrito Adi Parva, que data de 1591–92, y la primera impresión apareció por primera vez en un anuncio de 1797. La tercera fase es el uso de una caligrafía desarrollado para facilitar y acelerar la escritura. Se abandonó el uso de shirorekha (la línea superior como en sánscrito). Hasta el siglo XIX se usó principalmente para escribir cartas y llevar cuentas, mientras que la escritura devanagari se usaba para literatura y escritos académicos. También se lo conoce como la escritura śarāphī (banquera), vāṇiāśāī (mercante) o mahājanī (comerciante). Esta escritura se convirtió en la base del alfabeto moderno. Más tarde, los escritores de manuscritos adoptaron la misma forma. La comunidad jainista también promovió su uso para copiar textos religiosos.

## Visión general

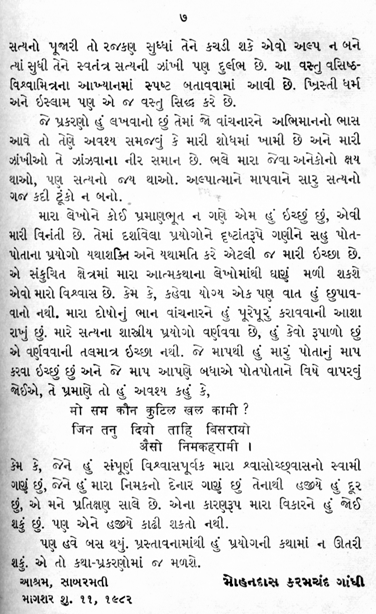
Extracto de "Mis experimentos con la verdad": la autobiografía de Mahatma Gandhi en la escritura guyaratí original.

El sistema de escritura guyaratí es un alfasilabario, en la que cada carácter consonántico básico posee una vocal inherente, siendo esa vocal una a [ə]. Para las vocales posconsonantes distintas de a, se aplican diacríticos, mientras que para las vocales no posconsonantes (posiciones iniciales y posvocálicas), hay caracteres completos. Debido a que la a es la vocal más frecuente, este es un sistema conveniente ya que reduce considerablemente las dimensiones de la escritura.
Aparte de la propiedad antes mencionada, las consonantes que carecen de una vocal anterior pueden amalgamarse con la consonante anterior, formando letras compuestas o conjuntas. La formación de estas conjuntas sigue un sistema de reglas que dependen de las consonantes involucradas.
Al igual que todas las demás escrituras índicas, el guyaratí se escribe de izquierda a derecha y no distingue entre mayúsculas y minúsculas.
La escritura guyaratí es básicamente fonémica, con algunas excepciones. La primera de ellas es la representación escrita pero  no pronunciada de as, que son de tres tipos.
- Final de palabra. Así ઘર "casa" se pronuncia ghar y no ghara. Las as permanecen sin pronunciar antes de  posposiciones y de otras palabras en compuestos: ઘરપર "en la casa" es gharpar y no gharapar ; ઘરકામ "tareas domésticas" es gharkām y no gharakām. Nótese que esto no siempre es el caso de las conjuntas: મિત્ર "amigo" es mitra.
- Elisión  natural de as mediante combinación de morfemas. La raíz પકડ઼ pakaṛ "mantener" cuando se flexiona como પકડ઼ે "sostiene" permanece escrita como pakaṛe aunque se pronuncie pakṛe.
- as cuya no pronunciación sigue la regla anterior, pero que están en palabras individuales no resultantes de ninguna combinación real. Así વરસાદ "lluvia", escrito como varasād pero pronunciado como varsād.

En segundo lugar y más importante, siendo un tipo de devanágari basada en sánscrito, el guyaratí conserva anotaciones para sonidos obsoletos (i corta, u vs.  i larga, ū; r̥, ru; ś, ṣ), y carece de anotaciones para las innovaciones /e/ vs. /ɛ/ ; /o/ vs /ɔ/ ; vocales claras vs murmuradas).
El guyaratí contemporáneo utiliza puntuación europea, como el signo de interrogación, el  de exclamación, la coma y el punto. Los apóstrofes se utilizan raramente para el clítico. Las comillas no se utilizan con tanta frecuencia para las citas directas. El punto reempla la barra vertical tradicional, y los dos puntos, en su mayoría obsoletos en su uso sánscrito, siguen el uso europeo.

### Utilización para el avéstico
Los zoroastrianos de la India, que representan una de las comunidades zoroástricas supervivientes más grandes del mundo, transcribían el avéstico en escrituras basadas en la escritura nagari, así como en el alfabeto avéstico. Este es un desarrollo relativamente reciente visto por primera vez en los textos del siglo XII de Neryosang Dhaval y otros teólogos sanscritistas de esa época, que son aproximadamente contemporáneos de los manuscritos más antiguos que se conservan en escritura avéstica. Hoy en día, el avéstico se escribe más comúnmente en escritura guyaratí (ya que el guyaratí es el idioma tradicional de los zoroastrianos indios). Algunas letras avésticas sin correspondencia se sintetizan con signos diacríticos adicionales, por ejemplo, la / z / en zaraθuštra se escribe con / j / + punto debajo.

### Influencia en el sudeste asiático
Miller (2010) presentó la teoría de que las escrituras indígenas de Sumatra (Indonesia), Sulawesi (Indonesia) y Filipinas descienden de una forma temprana de la escritura guyaratí. Los registros históricos muestran que los guyaratíes desempeñaron un papel importante en el archipiélago, donde eran fabricantes y desempeñaron un papel clave en la introducción del islam. Tomé Pires informó de la presencia de mil guyaratíes en Malaca (Malasia) antes de 1512.

## Alfabeto

### Vocales
Las vocales ( svara), en su orden convencional, se han agrupado históricamente en "cortas" ( hrasva) y "largas" ( dīrgha), basadas en sílabas "ligeras" ( laghu) y "pesadas" ( guru) que crean el verso tradicional. Las históricas vocales largas ī y ū ya no tienen una pronunciación distintivamente larga. Sólo en verso las sílabas que las contienen asumen los valores requeridos por la métrica.
Por último, ha ganado terreno la práctica de utilizar mātras invertidos para representar las vocales [æ] y [ɔ] del inglés.
| Independiente | Diacrítico | Diacrítico con ભ | Rom.  | IPA  | Nombre del diacrítico |
| ------------- | ---------- | ---------------- | ----- | ---- | --------------------- |
| અ             |            | ભ                | una   | ə    |                       |
| આ             | ા           | ભા                | una   | ɑ̈    | kāno                  |
| ઇ             | િ           | ભિ                | yo    | i    | hrasva-ajju           |
| ઈ             | ી           | ભી                | yo    | i    | dīrgha-ajju           |
| ઉ             | ુ           | ભુ                | tu    | u    | hrasva-varaṛũ         |
| ઊ             | ૂ           | ભૂ                | ū     | u    | dīrgha-varaṛũ         |
| એ             | ે           | ભે                | e, ɛ  | e, ɛ | ek mātra              |
| ઐ             | ૈ           | ભૈ                | ai    | əj   | ser mātra             |
| ઓ             | ો           | ભો                | o, ɔ  | o, ɔ | kāno ek mātra         |
| ઔ             | ૌ           | ભૌ                | au    | əʋ   | kāno be mātra         |
| અં             | ં           | ભં                | metro | ä    | anusvār               |
| અ:            | ઃ           | ભઃ                | ḥ     | ɨ    | visarga               |
| ઋ             | ૃ           | ભૃ                | r̥     | ɾu   |                       |
| ઍ             | ૅ           | ભૅ                | una   | æ    |                       |
| ઑ             | ૉ           | ભૉ                | ô     | ɔ    |                       |

ર r, જ j y હ h forman las formas irregulares de રૂ rū, જી jī y હૃ hṛ.

### Consonantes
Las consonantes ( vyañjana) se agrupan de acuerdo con el esquema sánscrito tradicional basado en la fonética, que considera el uso y la posición de la lengua durante su pronunciación. En secuencia, estas categorías son: velar, palatal, retrofleja, dental, labial, sonorante y fricativa. Entre los primeros cinco grupos, que contienen las oclusivas, el orden se inicia con la no aspirada sin voz (sorda), luego sin voz aspirada, no aspirated con voz (sonora), y aspirado sonora, terminando con las nasal. Tienen todas una contraparte devanagari.
|             | Oclusiva    | Oclusiva    | Oclusiva | Oclusiva | Oclusiva | Oclusiva    | Oclusiva    | Oclusiva    | Oclusiva  | Oclusiva  | Oclusiva  | Oclusiva | Nasal | Nasal    | Nasal | Sonora | Sonora | Sonora | Sibilante | Sibilante | Sibilante |
| Sin voz     | Sin voz     | Sin voz     | Sin voz  | Sin voz  | Sin voz  | Expresado   | Expresado   | Expresado   | Expresado | Expresado | Expresado |          | Nasal | Nasal    | Nasal | Sonora | Sonora | Sonora | Sibilante | Sibilante | Sibilante |
| No aspirado | No aspirado | No aspirado | Aspirado | Aspirado | Aspirado | No aspirado | No aspirado | No aspirado | Aspirado  | Aspirado  | Aspirado  |          | Nasal | Nasal    | Nasal | Sonora | Sonora | Sonora | Sibilante | Sibilante | Sibilante |
| ----------- | ----------- | ----------- | -------- | -------- | -------- | ----------- | ----------- | ----------- | --------- | --------- | --------- | -------- | ----- | -------- | ----- | ------ | ------ | ------ | --------- | --------- | --------- |
| Velar       | ક           | ka          | kə       | ખ        | kha      | kʰə         | ગ           | ga          | ɡə        | ઘ         | gha       | ɡʱə      | ઙ     | ṅa       | ŋə    |        |        |        |           |           |           |
| Palatal     | ચ           | cha         | tʃə      | છ        | chha     | tʃʰə        | જ           | ja          | dʒə       | ઝ         | jha       | dʒʱə     | ઞ     | ña       | ɲə    | ય      | ya     | jə     | શ         | śa        | ʃə        |
| Retrofleja  | ટ           | Ta          | ʈə       | ઠ        | Tha      | ʈʰə         | ડ           | Da          | ɖə        | ઢ         | Dha       | ɖʱə      | ણ     | ṇa (hna) | ɳə    | ર      | ra     | ɾə     | ષ         | ṣa        | ʂə        |
| Dental      | ત           | ta          | t̪ə       | થ        | tha      | t̪ʰə         | દ           | da          | d̪ə        | ધ         | dha       | d̪ʱə      | ન     | n / A    | nə    | લ      | la     | lə     | સ         | sa        | sə        |
| Labial      | પ           | pa          | pə       | ફ        | pha      | pʰə         | બ           | ba          | bə        | ભ         | bha       | bʱə      | મ     | ma       | mə    | વ      | va     | ʋə     |           |           |           |

| Gutural    | હ   | decir ah | ɦə  |
| Retrofleja | ળ   | la       | ɭə  |
|            | ક્ષ  | kṣa      | kʂə |
| જ્ઞ         | gña | ɡnə      |     |

Plosivas y nasales (de izquierda a derecha, de arriba abajo) → Sonorantes y Sibilantes (de arriba abajo, de izquierda a derecha) → Cuadro inferior (de arriba abajo)

### Diacríticos no vocales
| Diacrítico | Nombre   | Función                                                                                         |
| ---------- | -------- | ----------------------------------------------------------------------------------------------- |
| ં           | anusvāra | Representa la vocal nasal u oclusiva nasal homorgánica con la siguiente oclusiva.               |
| ઃ           | visarga  | Un vestigio sánscrito, mudo, rara vez usado, originalmente representaba [h]. Romanizado como ḥ. |
| ્           | virāma   | Elimina la a inherente de una consonante.                                                       |

### Dígitos
| Número | Guyaratí | Nombre           |
| ------ | -------- | ---------------- |
| 0      | ૦        | mīṇḍu o shunya   |
| 1      | ૧        | ekado o ek       |
| 2      | ૨        | bagado o bahía   |
| 3      | ૩        | tragado o tran   |
| 4      | ૪        | chogado o chaar  |
| 5      | ૫        | pāchado o paanch |
| 6      | ૬        | chagado o chah   |
| 7      | ૭        | sātado o sāt     |
| 8      | ૮        | āṭhado o āanth   |
| 9      | ૯        | navado o nav     |

## Unicode
El alfabeto guyaratí se agregó al estándar Unicode en octubre de 1991 con el lanzamiento de la versión 1.0.
El bloque Unicode para el guyaratí es U + 0A80 – U + 0AFF:
| Gujarati Official Unicode Consortium code chart (PDF)                               |   |   |   |   |   |   |   |   |   |   |   |   |   |   |   |   |
|                                                                                     | 0 | 1 | 2 | 3 | 4 | 5 | 6 | 7 | 8 | 9 | A | B | C | D | E | F |
| U+0A8x                                                                              |   | ઁ  | ં  | ઃ  |   | અ | આ | ઇ | ઈ | ઉ | ઊ | ઋ | ઌ | ઍ |   | એ |
| U+0A9x                                                                              | ઐ | ઑ |   | ઓ | ઔ | ક | ખ | ગ | ઘ | ઙ | ચ | છ | જ | ઝ | ઞ | ટ |
| U+0AAx                                                                              | ઠ | ડ | ઢ | ણ | ત | થ | દ | ધ | ન |   | પ | ફ | બ | ભ | મ | ય |
| U+0ABx                                                                              | ર |   | લ | ળ |   | વ | શ | ષ | સ | હ |   |   | ઼  | ઽ | ા  | િ  |
| U+0ACx                                                                              | ી  | ુ  | ૂ  | ૃ  | ૄ  | ૅ  |   | ે  | ૈ  | ૉ  |   | ો  | ૌ  | ્  |   |   |
| U+0ADx                                                                              | ૐ |   |   |   |   |   |   |   |   |   |   |   |   |   |   |   |
| U+0AEx                                                                              | ૠ | ૡ | ૢ  | ૣ  |   |   | ૦ | ૧ | ૨ | ૩ | ૪ | ૫ | ૬ | ૭ | ૮ | ૯ |
| U+0AFx                                                                              | ૰ | ૱ |   |   |   |   |   |   |   | ૹ | ૺ  | ૻ  | ૼ  | ૽  | ૾  | ૿  |
| Notas Desde la versión Unicode 13.0 Las áreas grises indican segmentos no asignados |   |   |   |   |   |   |   |   |   |   |   |   |   |   |   |   |